# Thanks for Leaving
«Thanks for Leaving» es una canción grabada por la cantante rumana Alexandra Stan para su segundo álbum de estudio, Unlocked (2014). Fue lanzada para su descarga digital el 28 de abril de 2014 a través de Fonogram Records y Roton como el primer sencillo del disco. Fue escrita por Alexandru Cotoi, Sebastian Jacome, Lee Anna James y Naz Tokio, mientras que la producción fue manejada por Cotoi y Jacome. Musicalmente, «Thanks for Leaving» es una balada electropop, cuyas letras discuten sobre nuevos comienzos, las elecciones que se pueden hacer en situaciones difíciles para avanzar y descubrir la alegría de ser uno mismo. Stan reveló que el contenido lírico de la pista está inspirado en el altercado físico de 2013 que sufrió por parte de su exmánager Marcel Prodan, lo que la llevó a un receso temporal de su carrera.
Un video musical para el sencillo fue filmado por Khaled Mokhtar en los Estados Unidos, y subido al canal oficial de Stan en YouTube el 28 de abril de 2014; fue precedido por el estreno de tres cortometrajes. El video de «Thanks for Leaving» se centra en la relación de la cantante con su novio, que termina debido a sus problemas de alcoholismo. La canción ha recibido reseñas positivas por parte de los críticos de música, quienes elogiaron su composición; uno de ellos pensó que podría lograr un puntaje alto en el Festival de la Canción de Eurovisión. Comercialmente, la pista experimentó éxito menor, alcanzando la posición número 42 en la lista Airplay 100 de Rumania, el número 83 en Italia, y el número uno en la lista de Pop en Ucrania.

## Antecedentes
El segundo álbum de estudio de Stan, sin título en ese entonces, inicialmente estaba previsto para ser estrenado en septiembre de 2013, pero debido a un altercado físico con su exmánager Marcel Prodan, el lanzamiento se retrasó. Stan lo acusó de agresión física y chantaje. Esto la llevó a aparecer herida en la televisión rumana, por lo que decidió tomarse un receso de su carrera. Mientras tanto, Cliché (Hush Hush), su último trabajo bajo el sello de Prodan, Maan Studio, se estrenó en Japón. Sirve como una reedición de su primer disco Saxobeats (2011), lanzada junto con tres canciones («Lemonade», «Cliché (Hush Hush)» y «All My People»), que estaban inicialmente destinadas a su segundo álbum. Después de su recuperación, la cantante fue demandada por Prodan por usar sus canciones en sus presentaciones en vivo sin su permiso, pero ganó el caso de derechos de autor en junio de 2014. Posteriormente, Stan firmó un contrato de grabación con Fonogram Records y continuó trabajando en su álbum con un nuevo equipo, incluyendo a los compositores y productores Alex Cotoi y Erik Lidbom.

## Grabación y composición
| «Cuando se compuso la canción, me di cuenta de que la gente entenderá lo que he pasado y mi deseo de luchar por una vida más bella. Deseé que "Thanks for Leaving" fuera el primer sencillo después de mi receso, y estoy feliz de poder expresar todos estos sentimientos y emociones a través de la canción y su video musical.»——Stan hablando sobre «Thanks for Leaving». |

Después de pasar algunos meses en los Estados Unidos, Stan comenzó a componer la pista en octubre de 2013 durante el campamento de composición internacional FonoCamp en 2013, celebrado en Azuga, Rumania, donde se reunió con varios artistas rumanos e internacionales. «Thanks for Leaving» fue escrita por Lee Anna James, Naz Tokio, Sebastian Jacome y Alexandru Cotoi, mientras que la producción fue manejada por Jacome y Cotoi. Cuando fue entrevistada por Direct Lyrics, la artista afirmó, «Esto puede sonar como un cliché, pero me expresé mejor a través de mi trabajo. 'Thanks For Leaving' es una canción que tuve que crear y cantar con un mensaje emocional muy fuerte para mí. Habla de lo importante que es simplemente dejar ir las cosas y seguir adelante. Siento que he hecho eso. Sé que otros también se relacionan con el mensaje de la canción, así que espero que les haya ayudado a hacer lo mismo». Es una balada de electropop «moderna», que ha sido descrita como un alejamiento de sus trabajos previos orientados al género dance. También es la primera balada en la carrera de la cantante. Líricamente, la pista trata sobre nuevos comienzos, las elecciones que se pueden hacer en situaciones difíciles para avanzar y descubrir la alegría de ser uno mismo. En entrevistas, Stan comentó que el contenido de «Thanks for Leaving» está basado en su recuperación del incidente que sufrió con su exmánager. Florin Grozea, del periódico Adevărul, pensó que la línea «I won't spend another day with you inside my head... How could you be so cruel? Turned me into a liar»—en español: No pasaré otro día contigo dentro de mi cabeza ... ¿Cómo pudiste ser tan cruel? Me convertiste en una mentirosa—estaba dirigida a Prodan.

## Recepción
Tras su lanzamiento, «Thanks for Leaving» ha recibido reseñas positivas por parte de los críticos de música. El periódico rumano Adevărul elogió la interpretación vocal de Stan, aplaudiendo además su contenido lírico. La publicación francesa Musique Mag describió la pista como «una autoterapia que podría subir a la cima de las listas este otoño». El sitio web de música alemán Hitfire confesó que «Thanks for Leaving» era una «balada de pop bonita, pero no tan dramática». Sin embargo, el portal criticó el acento de la cantante, sugiriendo que la canción hubiese sonado mejor en rumano; Hitfire señaló la falta de un clímax en la pista, y concluyó que es poco probable que «Thanks for Leaving» se convierta en un éxito. Robin Catling de Everything Express pensó que la canción podría lograr un puntaje alto en el Festival de la Canción de Eurovisión, comparándola con los trabajos de Kelly Clarkson. Comercialmente, la pista experimentó éxito menor en las listas. Debutó en el ranking Airplay 100 de Rumania en la posición número 71 el 11 de mayo de 2014, alcanzando su punto máximo en el número 42 en su siguiente semana; descendió al número 52 en la semana del 25 de mayo de 2014. En Italia, «Thanks for Leaving» alcanzó el número 83 en la lista FIMI, descendiendo al número 97 en la siguiente edición. La canción encabezó el ranking 
FDR Pop Songs de Ucrania para la semana del 1 de junio de 2014.

## Video musical y promoción
Un video musical de acompañamiento para «Thanks for Leaving» fue filmado por Khaled Mokhtar, y precedido por varios teasers antes de ser subido al canal oficial de Stan en YouTube el 28 de abril de 2014. Antes de su estreno, se lanzaron tres cortometrajes—«Rebirth of a Passenger», «No Regrets» y «The Right Moment»—que muestran a la cantante realizando una coreografía acompañada por sus bailarines de respaldo junto con una melodía de fondo. El video fue filmado en varios lugares de los Estados Unidos, incluyendo California, en un lapso de cinco días; Stan usó once trajes durante el videoclip.
El video empieza con dos hombres peleando, incluido uno de ellos siendo arrojado al suelo por este último. Stan, escuchando el suceso desde su casa, sale del lugar en automóvil, tras lo cual ella y su novio aparecen sentados en los extremos opuestos de una cama. El chico deja sola a la cantante en la habitación entrando a un supermercado mientras Stan se sienta en el suelo cerca de un piano. Más tarde, vuelve a su casa de nuevo, pero Stan le cierra la puerta en la cara. Posteriormente, la artista aparece conduciendo un auto rojo que se mostró al principio, y más tarde saliendo de un vehículo viejo mientras sostiene un pájaro en su brazo. En el resto del videoclip, se muestra a la cantante encontrándose con su interés amoroso cara a cara dos veces, interpretando la canción a la multitud de un bar, y luciendo un vestido blanco con un accesorio para la cabeza. Su novio termina lidiando con problemas de alcoholismo. Las escenas intercaladas en el video presentan a la cantante tendida sobre el vehículo abandonado y tocando el piano en su habitación.
La canción fue incluida en la lista de su gira Unlocked Tour (2014–15), con la que visitó Japón por primera vez en dos años. La artista subió un video a su canal en YouTube donde se la ve interpretando el sencillo, acompañada por el cantante rumano Viky Red tocando el piano. También presentó la pista para las estaciones de radio nativas Radio ZU, Pro FM, Radio 21 y Kiss FM. En la Radio ZU, Stan interpretó un popurrí de «Mr. Saxobeat» (2011) y «Get Back (ASAP)» (2012).

## Formatos
| Descarga digital |                      |          |  |
| N.º              | Título               | Duración |  |
| 1.               | «Thanks for Leaving» | 3:36     |  |

## Personal
Créditos adaptados de las notas de Unlocked y The Collection.
| Estudios - Grabado en Perfect Sound Studios en Hollywood, California. Créditos de composición y técnicos - Alexandru Cotoi – compositor, productor - Sebastian Jacome – compositor, productor - Lee Ana James – compositor - John Puzzle – teclado - Viky Red – teclado - Alexandra Stan – voz principal - Naz Tokio – compositor | Créditos visuales - Mihai Codleanu – montaje audiovisual - Alexandru Dumitru – efectos de sala - Gara Gambucci – estilista - Andra Moga – estilista - Khaled Mokhtar – director, director de fotografía, guionista - Laurent Morel – colorista - Barna Nemethi – guionista - Carmen Rizac – coordinadora de posproducción - Elias Talbot – productor, guionista |

## Posicionamiento en listas
| Italia  | FIMI          | 83 |
| Rumania | Airplay 100   | 42 |
| Ucrania | FDR Pop Songs | 1  |

## Historial de lanzamiento
| Región | Formato          | Fecha               | Discográfica(s)  |
| ------ | ---------------- | ------------------- | ---------------- |
| Italia | Descarga digital | 12 de mayo de 2014  | Vae Victis • Ego |
| Mundo  | Descarga digital | 28 de abril de 2014 | Fonogram • Roton |